# توماش كريج
توماش كريج (مواليد 17 مارس 1959) هو لاعب كرة قدم. يلعب مع منتخب تشيكوسلوفاكيا لكرة القدم. سبق له أن لعب في كأس العالم لكرة القدم مع منتخب بلاده.

## روابط خارجية
- توماش كريج على موقع الاتحاد الدولي (مؤرشف)  (الإنجليزية)
- توماش كريج على موقع الاتحاد التشيكي (الإنجليزية)
- توماش كريج على موقع قاعدة بيانات كرة القدم.إي يو (الإنجليزية)
- توماش كريج على موقع بيانات كرة القدم. دي إي (الألمانية)
- توماش كريج على موقع ناشيونال فوتبول تيمز (الإنجليزية)